# Gunghuyana pipinna
Gunghuyana pipinna är en insektsart som beskrevs av Stiller 2001. Gunghuyana pipinna ingår i släktet Gunghuyana och familjen dvärgstritar. Inga underarter finns listade i Catalogue of Life.